# 570
Évszázadok: 5. század – 6. század – 7. század
Évtizedek: 520-as évek – 530-as évek – 540-es évek – 550-es évek – 560-as évek – 570-es évek – 580-as évek – 590-es évek – 600-as évek – 610-es évek – 620-as évek
Évek: 565 – 566 – 567 – 568 –  569 – 570 – 571 – 572 – 573 – 574 – 575

## Események

### Európa
- A longobárdok szinte egész Észak-Itáliát az ellenőrzésük alatt tartják, csak a liguriai és venetói partvidék, az alpesi határvidék néhány városa, valamint az ostromlott Ticinum (Pavia) tartja magát. Alboin király nehezen tartja ellenőrzése alatt a törzsfőket, akik betörnek Burgundiába; illetve közülük Faroald a maga szakállára kezd hódításba és dél felé nyomulva Közép-Itáliában elfoglalja azt a területet, ahol majd megalapítja a Spoletói Hercegséget.
- Miután II. Iusztinosz megtagadja az avarok követelését, hogy letelepedjenek a Balkánon, kitör a háború. Tiberius Constantinus hadvezér előbb legyőzi az avarokat, majd súlyos vereséget szenved, majdnem őt is megölik. Az év végén békét kötnek, de az avarok követségét balkáni törzsek kirabolják. Tiberius Constantinus visszaszerzi értékeiket és visszaadja a követségnek.
- A Frank Birodalomban Leutfred lesz Alemannia hercege.
- Egy Jeruzsálemben járt piacenzai zarándok először tesz említést a Szent lándzsáról, amivel megölték Jézust. Állítása szerint a Sion-hegyi bazilikában őrizték.
- Avernis (Clermont) püspöke száműzéssel fenyegetve kényszeríti a város félezres zsidó közösségét a megkeresztelkedésre.

### Arábia
- Megszületik Mohamed, az iszlám leendő prófétája. Apja, Abdalláh ibn Abd al-Muttalib még a születése előtt meghal egy kereskedelmi útja során. Mohamedet és anyját nagyapja, Abd al-Muttalib veszi pártfogásába.
- Az iszlám hagyomány szerint az "elefánt éve" Arábiában. Abraha, Jemen akszúmi helytartója nagy keresztény templomot építtet Szanaában és szeretné ha az arabok oda járnának zarándokútra a mekkai Kába-kő helyett. Sereget küld Mekkába - amely legalább 13 harci elefántot is felvonultat - hogy elpusztítsák a követ. A vezérelefánt, Mahmúd azonban nem hajlandó belépni a városba és azután állítólag kis madarak serege érkezik, amelyek ledobott kavicsokkal megölik Abraha katonáit (a hadjáratról és eredményéről más források nem számolnak be).
- Huszrau perzsa király egy kisebb katonai expedíciót küld a Bizánc-barát akszúmiak által megszállt Jemenbe, amely elfoglalja Szanaát, elűzi az akszúmiakat és vazallus királyként a Himjarita dinasztiából származó Szajf ibn Dhí Jazant ülteti a trónra.

## Születések
- Mohamed próféta
- Ammár ibn Jászir, Mohamed közeli barátja
- II. Childebert, frank király

## Halálozások
- Abdalláh ibn Abd al-Muttalib, Mohamed próféta apja
- Abraha, jemeni helytartó
- Csen Fej-ti, a kínai Csen-dinasztia császára
- Szent Gildas, britanniai történetíró
- Ióannész Philoponosz, bizánci nyelvész, teológus
- Szoga no Inome, a japán Szoga klán vezetője, az első biztosan ismert óomi (a kormányzat feje)

## Fordítás
- Ez a szócikk részben vagy egészben  a(z)   570 című angol Wikipédia-szócikk ezen változatának fordításán alapul.  Az eredeti cikk szerkesztőit annak laptörténete sorolja fel. Ez a jelzés csupán a megfogalmazás eredetét és a szerzői jogokat jelzi, nem szolgál a cikkben szereplő információk forrásmegjelöléseként.